# Ildikó Enyedi
Ildikó Enyedi (Budapest, 15 de noviembre de 1955) es una cineasta húngara. Su película de 2017 En cuerpo y alma ganó el premio principal en la edición número 67 de la Berlinale y fue nominada a los Premios de la Academia en la categoría de mejor película en idioma extranjero. Ha dirigido en total ocho largometrajes desde 1989. Su padre, György Enyedi, fue un destacado geógrafo.

## Filmografía

### Cine
- Flirt (1979)
- The Spectator (1981), cortometraje
- Rózsalovag (1984), cortometraje
- New Books (1985), cortometraje
- Mole (1985), cortometraje
- Invasion (1986), cortometraje
- Goblins (1988), cortometraje
- My 20th Century (1989)
- Magic Hunter (1994)
- A Gyár (1995)
- Tamas and Juli (1997)
- Simon, the Magician (1999)
- Európából Európába (2004)
- Első szerelem (2008)
- On Body and Soul (2017)
- The Story of My Wife (2020)

## Premios y distinciones
Óscar
| Año  | Categoría                          | Película            | Resultado |
| ---- | ---------------------------------- | ------------------- | --------- |
| 2018 | Mejor película de habla no inglesa | Teströl és lélekröl | Nominado  |

Festival Internacional de Cine de Cannes
| Año  | Categoría   | Película            | Resultado |
| ---- | ----------- | ------------------- | --------- |
| 1989 | Caméra d'or | Én XX. századom, Az | Ganador   |